# Leo Triplet I
Leo Triplet je mala grupa galaktika u zviježđu Lava udaljena oko 35 milijuna svjetlosnih godina od nas. Grupa se sastoji od spiralnih galaktika M65, M66 i NGC 3628.

## Članovi
Za NGC 3593 se ne zna pouzdano je li član grupe, pa se zadržalo ime Leo Triplet.
| Ime      | Tip      | Rektascenzija (J2000) | Deklinacija (J2000) | Pomak prema crvenom (km/s) | Prividni sjaj |
| -------- | -------- | --------------------- | ------------------- | -------------------------- | ------------- |
| M65      | SAB(rs)a | 11h 18m 56.0s         | +13° 05′ 32″        | 807 ± 3                    | 9.3           |
| M66      | SAB(s)b  | 11h 20m 15.0s         | +12° 59′ 30″        | 727 ± 3                    | 8.9           |
| NGC 3628 | SAb pec  | 11h 20m 17.0s         | +13° 35′ 23″        | 843 ± 1                    | 9.5           |
| NGC 3593 | SA       | 11h 14m 36.0s         | +12° 49′ 00″        | 628 ± 4                    | 10.9          |